# Aljaksej Cimašėnka
Aljaksej Vasilevič Cimašėnka (in bielorusso Аляксей Васілевіч Цімашэнка?; Homel', 9 dicembre 1986) è un ex calciatore bielorusso, di ruolo difensore.

## Carriera

### Club
Ha giocato nella massima serie bielorussa.

## Palmarès

### Club

#### Competizioni nazionali
- Coppa di Bielorussia: 1

Homel': 2010-2011
- Supercoppa di Bielorussia: 1

Homel': 2012